# Consiglio Nazionale del Partito Nazionale Fascista
In Italia il Consiglio Nazionale del Partito Nazionale Fascista fu uno degli organi di questo partito, composto dai suoi più alti gerarchi e da dirigenti delle associazioni collegate.

## Struttura
Previsto già nel primo Statuto del partito, risalente al 1921, secondo l'art. 17 dello Statuto approvato dal Gran Consiglio del Fascismo nella seduta del 12 novembre 1932, il Consiglio Nazionale era presieduto dal Segretario del Partito Nazionale Fascista e ne facevano altresì parte:
- i componenti del Direttorio Nazionale del PNF;
- gli ispettori del Partito Nazionale Fascista;
- i segretari federali del Partito Nazionale Fascista;
- il Segretario, il Vice Segretario e due ispettori dei Fasci italiani all'estero;
- il presidente dell'Associazione fascista famiglie caduti, mutilati e feriti per la Rivoluzione;
- i fiduciari nazionali delle Associazioni fasciste della scuola, del pubblico impiego, dei ferrovieri dello Stato, dei postelegrafonici e degli addetti alle aziende industriali dello Stato;
- i presidenti dell'Istituto Nazionale di Cultura Fascista, dell'Opera Nazionale Dopolavoro, del Comitato olimpico nazionale italiano, dell'Associazione nazionale mutilati e invalidi di guerra, dell'Associazione nazionale combattenti e reduci, delle Confederazioni fasciste dei datori di lavoro e dei lavoratori e della Confederazione fascista dei professionisti e degli artisti;
- il Segretario del Partito Fascista Albanese.

## Funzioni
Il Consiglio Nazionale era l'organo collegiale più ampio del P.N.F., dopo che lo statuto del 1926 aveva abolito il Congresso nazionale. Esercitava funzioni consultive su iniziativa del Segretario del P.N.F. In teoria avrebbe dovuto riunirsi ogni tre mesi, in realtà venne convocato con frequenza assai minore.
A partire dal 1939, con l'istituzione della Camera dei Fasci e delle Corporazioni, i componenti del Consiglio Nazionale del P.N.F. furono membri di diritto della stessa.

## Sedi
Insediatosi a palazzo Vidoni, a corso Vittorio Emanuele in Roma, il massimo organo collegiale del partito era relegato in un ambiente "piccolissimo", in confronto al modello di Palazzo Littorio che il regime propugnava in tutte le città italiane. 
Il grande concorso architettonico del 1934 si concluse nel senso di spostare l'organo direttivo del PNF a quello che, una volta costruito, sarebbe stato il nuovo palazzo del Littorio in Roma. Ma nel 1941, con quello che poi sarebbe diventato palazzo della Farnesina ancora in costruzione, Ettore Muti scelse di abbandonare comunque palazzo Vidoni per avvicinarsi al cantiere, scegliendo come sede le Foresterie nord del Foro Mussolini. 
Nel 1943, però, Carlo Scorza riportò in centro storico la sede del partito, scegliendo palazzo Wedekind in piazza Colonna.